# Stadtbild

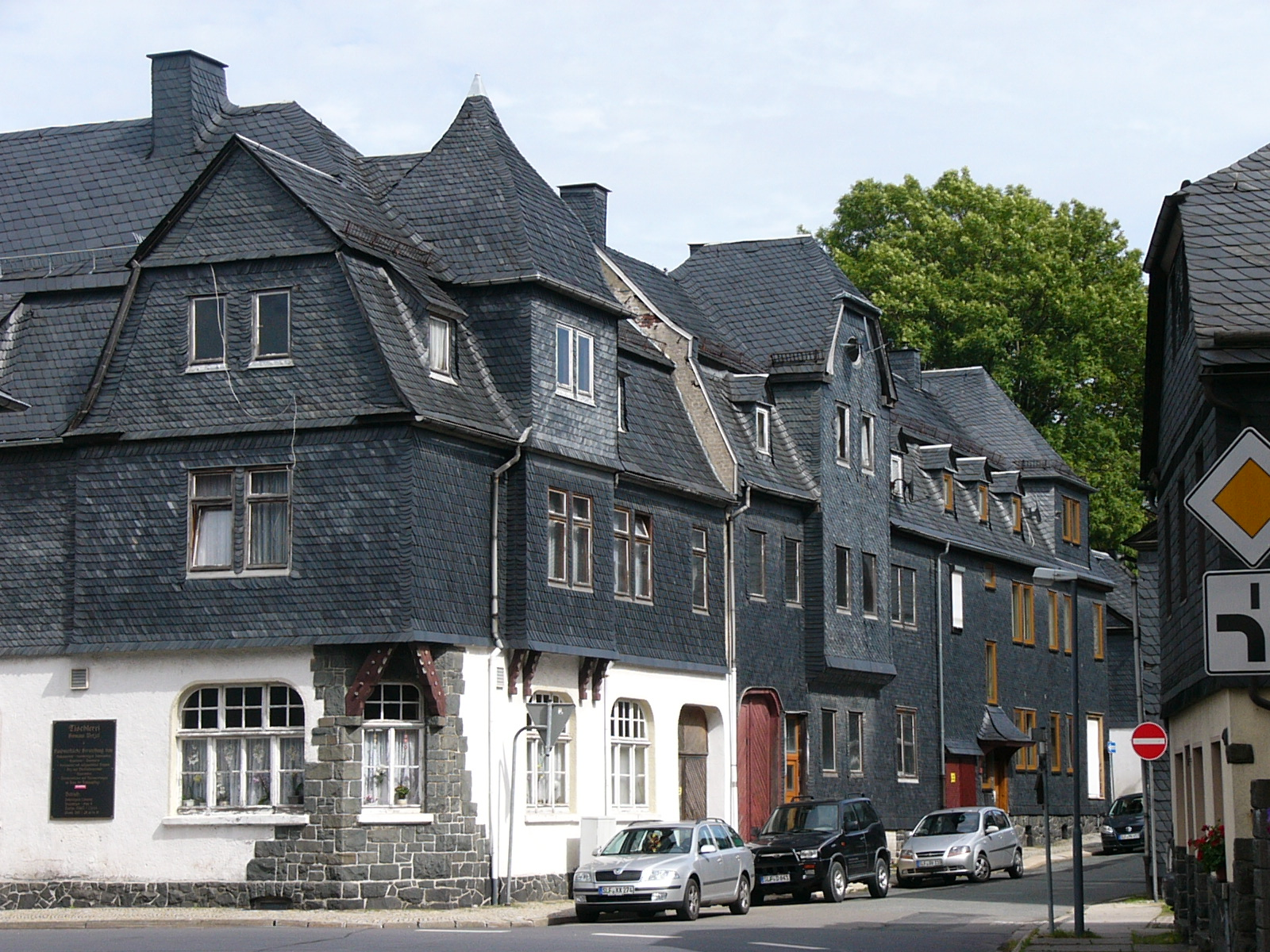
Intaktes Stadtbild: Lehesten im Thüringer Schiefergebirge

Stadtbild ist zumeist ein kulturgeographischer Begriff, der auch häufig im alltäglichen Sprachgebrauch verwendet wird. Er bezeichnet die Wirkung und subjektive Wahrnehmung eines urbanen Raums durch die Gesamtheit seiner kulturellen und natürlichen Bestandteile. Somit ist mit dem Stadtbild vor allem die visuelle Wahrnehmung einer Stadt in ihrer Gesamtheit gemeint.

## Merkmale

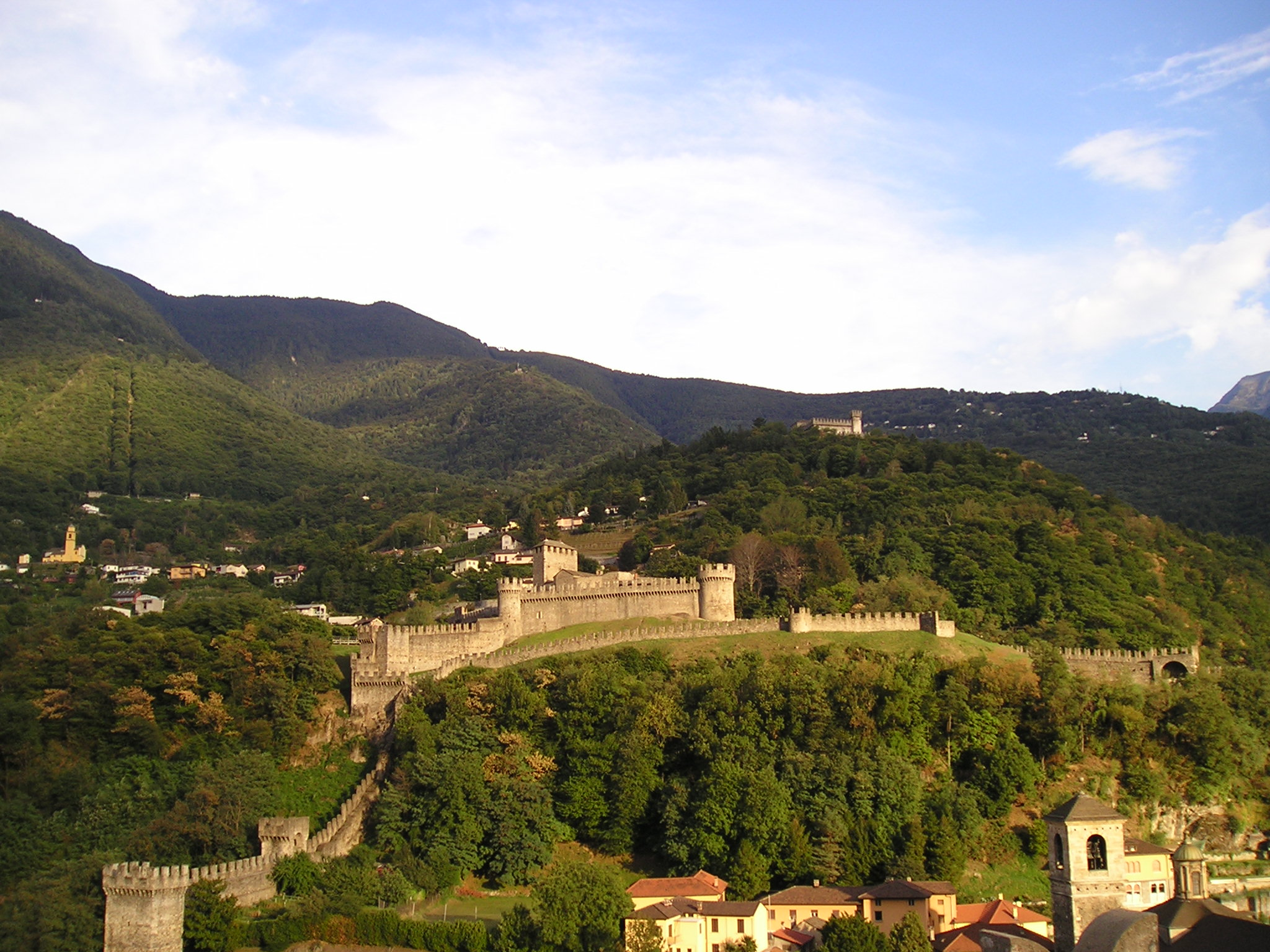
Stadtlandschaft Bellinzona
im Schweizer Kanton Tessin

Bestandteile eines Stadtbildes sind in der Regel Bauwerke, Plätze und breite Straßen sowie Grünflächen, aber auch markante Berge, Felsen oder Flüsse, die zusammen Stadtlandschaften bilden. Im Gegensatz zur Skyline ist der Betrachtungswinkel auf das Stadtbild nicht vorgegeben. Das Stadtbild ist daher auch eine Gesamtheit aller Perspektiven. Begrifflich wird davon die grafisch dargestellte Stadtansicht unterschieden (vgl. Vedute).
Das Stadtbild ist ein Merkmal der regionalen Identifikation von Städten und Regionen und schafft neben einzelnen Wahrzeichen einen Wiedererkennungswert. Es dient mit diesen Merkmalen auch dem Stadtmarketing. Beispiele für Leitsprüche oder Slogans, die das Stadtbild aufgreifen, sind etwa Stuttgart (Großstadt zwischen Wald und Reben), Karlsruhe (viel vor. viel dahinter), Mannheim (Leben im Quadrat), Schwerin (Residenzstadt mit Märchenschloss), Schweinfurt (Industrie und Kunst), Eisenhüttenstadt (Viele Eisen im Feuer), Burghausen (Die längste Burg), Freudenstadt (Innen Stadt, außen wild) oder Husum (Graue Stadt ganz bunt), in Anlehnung an „…graue Stadt am Meer“ aus dem Gedicht Die Stadt von Theodor Storm.

## Subjektive Wahrnehmungen und Veränderungen

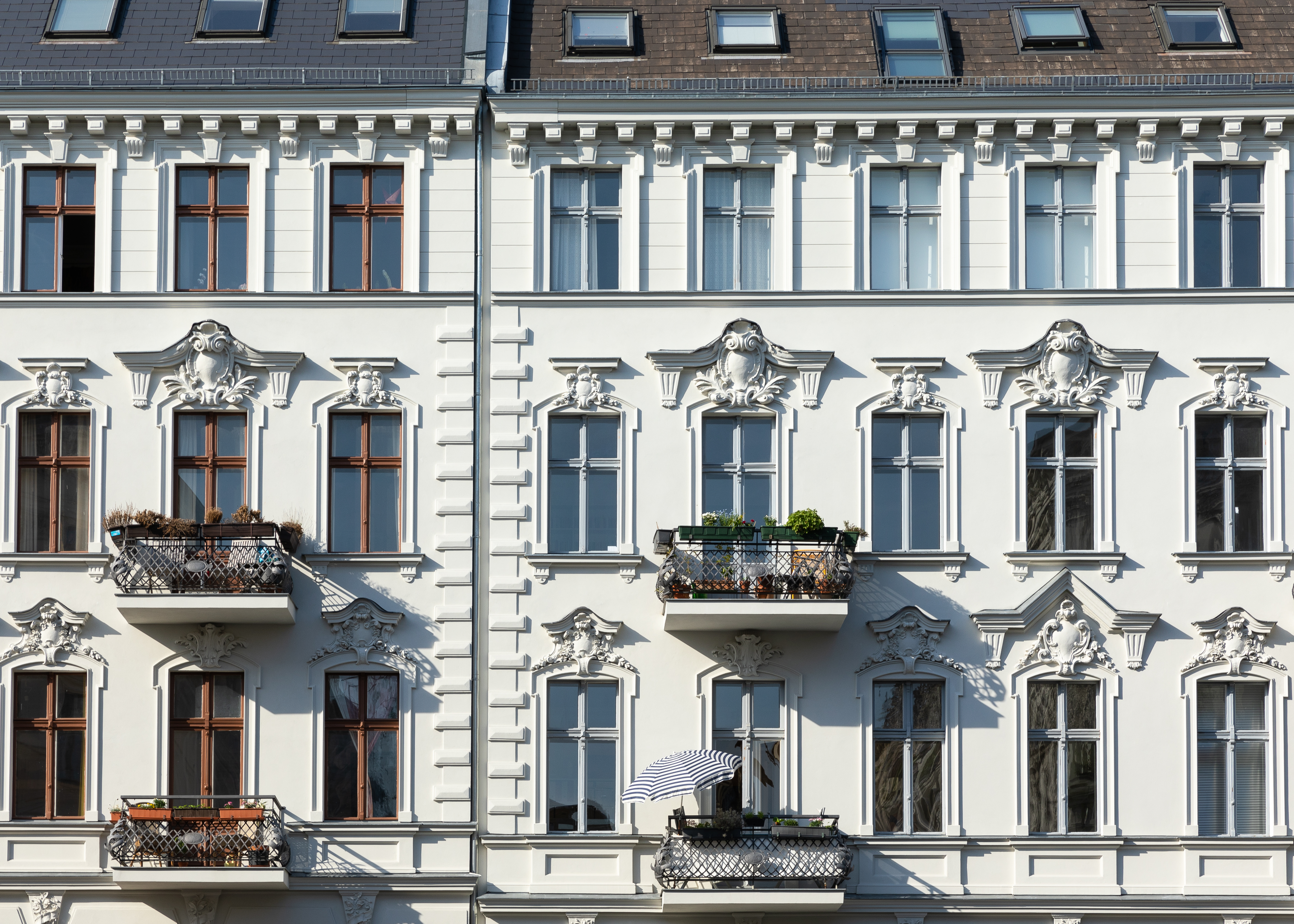
Fassaden in Berlin-Kreuzberg: vom Problem- zum teuren Szeneviertel

Jeder hat – oder macht sich – sein eigenes Stadtbild, da er oft nur das sieht was er will oder weiß. Der Besucher sieht die Stadt anders, i. d. R. interessanter oder bunter, als der Einheimische in seinem grauen Alltag. Was in der Nachkriegszeit als modern oder schön angesehen wurde, gilt heute mitunter als hässlich – und umgekehrt. Das wahrgenommene Stadtbild ist auch abhängig von der Zeit. Gründerzeitviertel galten in der Nachkriegszeit als architektonisch wertlos, heute wurden sie vielerorts zu Trendvierteln (Berlin, Leipzig).
Auch die politische oder ideologische Einstellung des Betrachters und seine soziale Situation (beruflicher Erfolg oder Arbeitslosigkeit) spielen mitunter eine große Rolle für sein Stadtbild. Deshalb kann sich das Bild derselben Stadt von Mensch zu Mensch extrem unterscheiden, von einer positiven bis hin zu einer negativen Sicht. Die autogerechte Stadt mag der Eine als praktisch ansehen, während sie der Andere als die Wurzel allen Übels betrachtet. Für den Arbeitslosen oder gesellschaftlich abgehängten liegt ein Schatten über seiner Stadt, während der Erfolgreiche sie mitunter ganz anders sieht. Weshalb es insbesondere in Ostdeutschland heute sehr unterschiedliche Stadtbilder zum selben Ort gibt. Für den einen war der Aufbau Ost ein Fehlschlag, für den anderen entstanden blühende Landschaften und ihre gegensätzlichen Stadtbilder sind das Ergebnis projizierter Denkweise (siehe auch: Fall des Eisernen Vorhangs).

## Debatten
Um die Erhaltung, Umgestaltung oder Wiedergewinnung eines traditionellen Stadtbildes entwickeln sich häufig Kontroversen wie bei Debatten um die Rekonstruktion der Frauenkirche und des umgebenden Neumarktes in Dresden, beim Dom-Römer-Projekt in Frankfurt am Main oder beim Wiederaufbau von Gebäuden rund um den Alten Markt in Potsdam. Kritiker attestieren den rekonstruierten Straßenzügen fehlende Authentizität und Anbiederung. In Deutschland hat sich der städtebauliche Denkmalschutz zum Schutz und zur harmonischen Weiterentwicklung der historischen Stadtkerne etabliert. Der Verein Stadtbild Deutschland setzt sich für den rekonstruierenden Wiederaufbau historischer Bauten ein.
Welche Stadtbilder erhaltenswert sind, ist einem historischen Wandel unterworfen und unter Zeitgenossen umstritten (siehe auch: Subjektive Wahrnehmungen und Veränderungen). Dabei zeigt sich der Wandel des Geschichtsbewusstseins und stellt sich dich Frage gesellschaftlicher Identität. Neben historischen Altstädten gelten inzwischen auch Planstädte, wie La Chaux-de-Fonds, nach dem Zweiten Weltkrieg wiederaufgebaute Stadtzentren, wie in Chemnitz oder Gründungsstädte der DDR, wie Eisenhüttenstadt als erhaltenswert, was sich teilweise auch in den Denkmalschutz-Listen widerspiegelt.

Stadtbilder unterschiedlichster Art
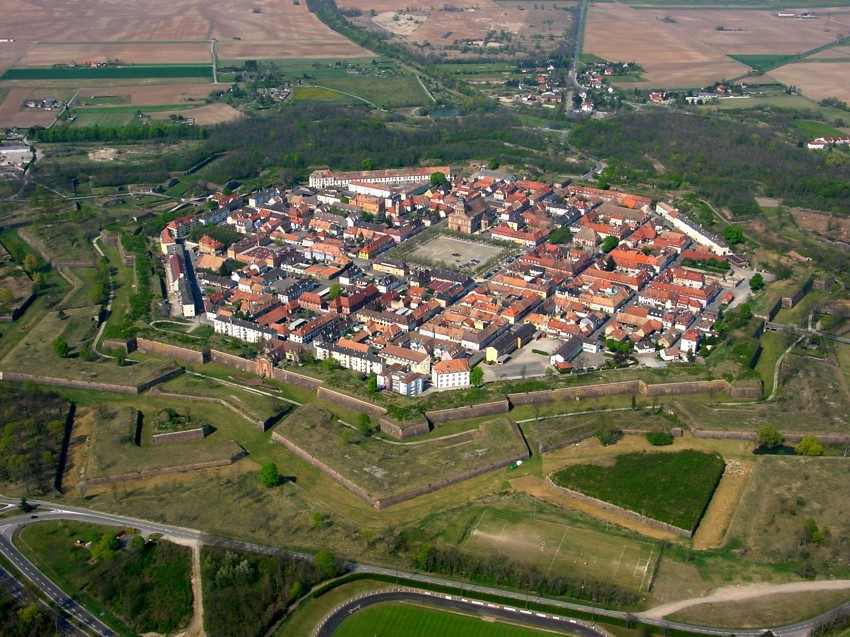
Festungsstadt: Neubreisach, 1699–1703
Planstadt des 19. Jahrhunderts: La Chaux-de-Fonds (Foto 1949)
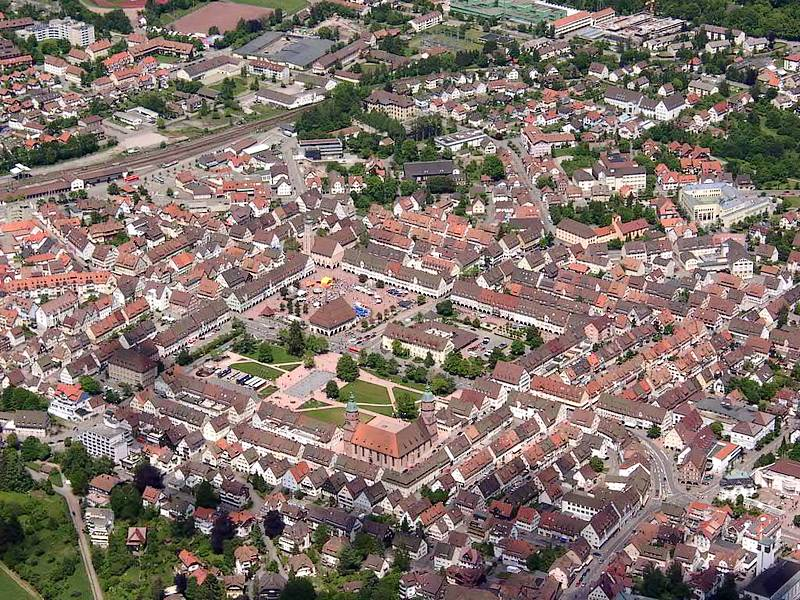
Im Zweiten Weltkrieg zerstörte und wieder aufgebaute Planstadt: Freudenstadt
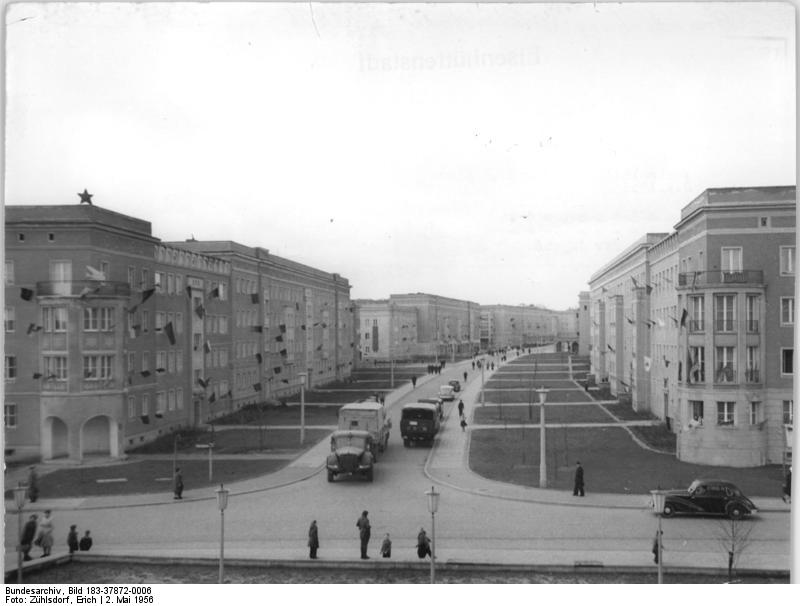
Gründungsstadt der DDR: Eisenhüttenstadt (Foto 1956)
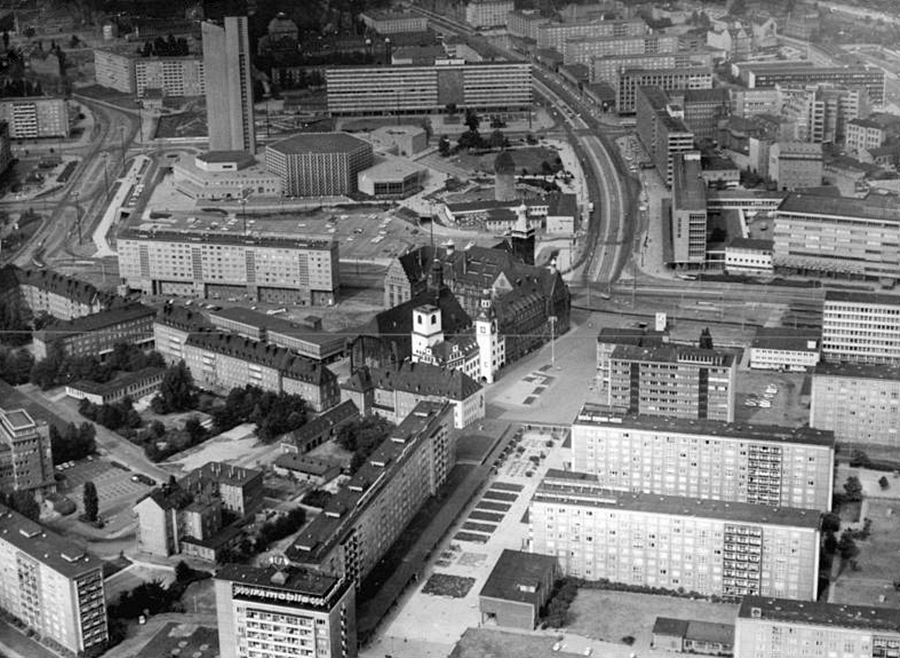
„Wiederaufgebaute“ (faktisch neuerrichtete) Innenstadt der DDR: Karl-Marx-Stadt (Foto 1977)

## Neuer Urbanismus
Der Neue Urbanismus ist ein übergreifendes Thema in der Entwicklung heutiger Stadtbilder. Durch die Entwicklungen in der Moderne der Architektur, beeinflusst von der Charta von Athen sowie von der Idee der „autogerechten Stadt“, sollten die Städte in ihrem Charakter verändert werden. Die einst in den meisten Städten vorherrschende Kleinteiligkeit und Nutzungsmischung wurde von vielen Stadtplanern, Architekten und politisch Verantwortlichen aufgegeben, es entstanden getrennt genutzte Gebiete für Wohnen und Gewerbe, aufgelockerte Siedlungen sowie verstärkt Trabantenstädte. Diese Entwicklung wurde bereits von Zeitgenossen der frühen modernistischen Bewegungen kritisiert, etwa durch Anhänger der Heimatschutzarchitektur und speziell ab den 70er-Jahren mit dem Aufkommen der Denkmalschutzbewegung.
Seit den 80er-Jahren wurde mit der Urbanismusbewegung wieder die Blockrandbebauung und Mischnutzung von Quartieren bevorzugt. Danach soll diese urbane Bebauungsart das verstärkte städtische Leben unterstützen durch soziale und wirtschaftliche Durchmischung und einer Einsparung von Ressourcen (zum Beispiel Fahrtwege, Flächen- und Energieverbrauch) gegenüber den aufgelockerten Siedlungen führen. Der Neue Urbanismus zielt auf Erhalt und Weiterentwicklung nachhaltiger Stadtbilder ab. Auch architektonische Nachhaltigkeit spielt meist eine Rolle, etwa durch die Verwendung natürlicher und lokaler Materialien und Ausdrucksformen.

## Eingriffe in die Stadtbilder

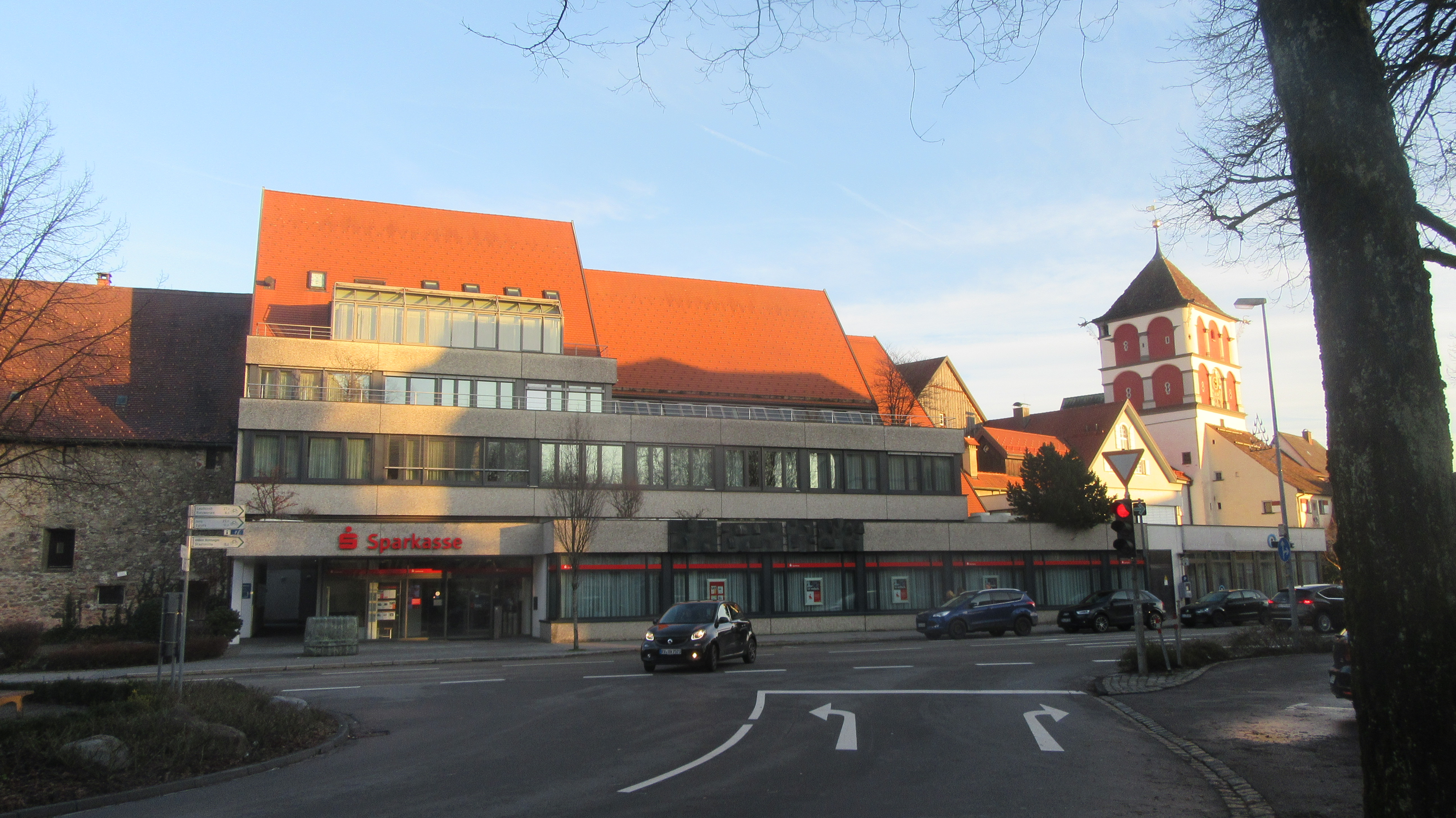
Schädigung historischer Stadtbilder durch Sparkassen.
Kreissparkasse Ravensburg in Wangen im Allgäu von 1970

Im Zweiten Weltkrieg entstanden große Schäden, die das Stadtbild vieler Städte in oft großen Umfang beeinträchtigte (siehe dazu Tabelle der bombardierten Städte). In Deutschland waren um 53 Städte zu mehr als 50 % zerstört, davon im Westen 45 und im Osten 8 Städte. In den Nachkriegsjahrzehnten wurden in Deutschland durch den Abriss historischer Gebäude zugunsten von Neubauten, sowie mittels Durchbrüchen breiter Straßen für eine autogerechten Stadt, das Stadtbild beeinträchtigt. In Westdeutschland kam es zu Eingriffen in die historische Gebäudesubstanz durch Maßnahmen wie Entstuckung sowie die Entfernung alter Fenster und Fensterläden aus Holz und Ersatz durch industrielle Baustoffe und Produkte. In Fachkreisen werden auch die Sparkassengebäude der Nachkriegsjahrzehnte kritisiert, da sie vielfach historische Ortsbilder schädigen, obwohl die Sparkassen verpflichtet seien, im öffentlichen Interesse zu handeln und dem Gemeinwohl zu dienen. Bei Stadtmöbeln wie Straßenlaternen wurde häufig mehr Wert auf Funktionalität gelegt.
Es folgte ein Umdenken ab den 1970er Jahren. Alte Bausubstanz wurde vermehrt erhalten oder wieder freigelegt. Durch die Programme der Städtebauförderung wurden in Westdeutschland viele erneuerungsbedürftige, zumeist ältere Stadtkerne und Stadtteile aus der Gründerzeit, saniert und aufgewertet.
Seit dem Ende der 1970er Jahre wurden jedoch durch nachträgliche Anbringung von Wärmedämmungen die Fassaden von Gebäuden wieder verändert, öfters zum Nachteil des Stadtbildes.
Siehe hierzu auch: Ortsbild, Eingriffe in die Ortsbilder

## Fall des Eisernen Vorhangs
Ab den 1990er Jahren gab es in Folge des Zusammenbruchs des Kommunismus naturgemäß große Einschnitte, auch in den Stadtbildern der betreffenden Länder und es eröffneten sich große Chancen, die im Westen längst vertan waren.

### Ostdeutschland

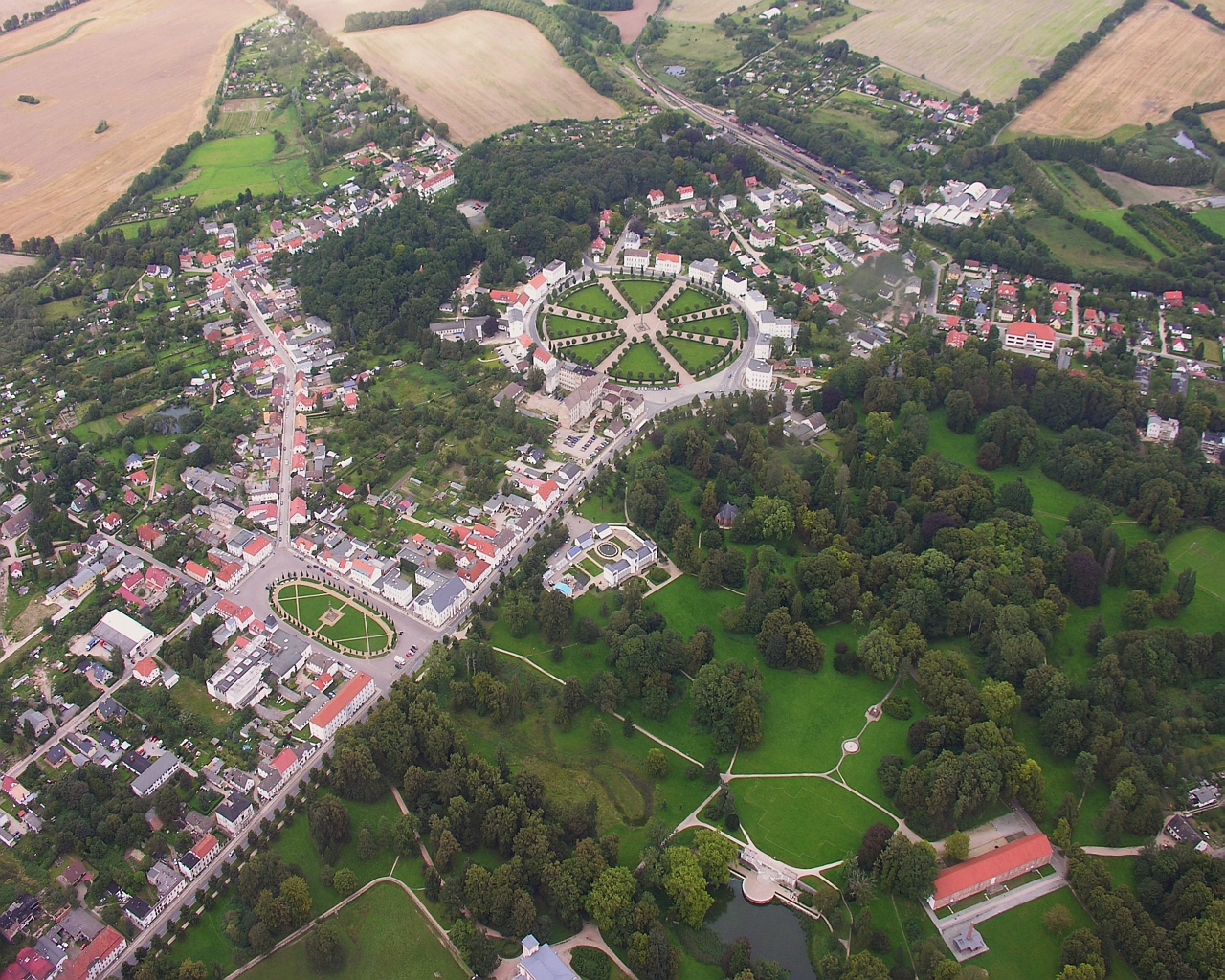
Putbus mit intakter Gesamtstruktur

Infolge der Mangelwirtschaft blieben in Ostdeutschland viele historische Stadtkerne und Gründerzeitstadtteile von westlichen Totalsanierungen verschont, verfielen aber zunehmend. Auf Abstand zu vernachlässigten Innenstädten entstanden neue Wohnviertel in industrieller Bauweise (Plattenbau). In den 1980er Jahren setzte in der DDR ein Umdenken ein und man begann historische Bausubstanz zu restaurieren, wie in Görlitz. In anderen Städten gab es die Absicht zum Abriss von älteren Stadtquartieren (Schwerin-Schelfstadt) oder alte Quartiere waren in der Bausubstanz so vernachlässigt, dass ein Abriss fast unvermeidbar war oder dass sie im „sozialistischen Bauverständnis“ wiederaufgebaut wurden (Halberstadt).
Seit der Wende von 1990/91 erlebten die ostdeutschen Städte im sehr großen Umfang eine behutsame und bestandserhaltene Erneuerung. Das erstmals in Deutschland eingeführte Bund-/Länderprogramm Städtebaulicher Denkmalschutz sollte zunächst in den neuen Ländern die Einheit zwischen Stadt- und Gebäudesanierung und Denkmalschutz in bedeutsamen, historischen Stadtkernen in 162 Städten bewirken, wobei dabei der Erhalt und Verbesserung des Stadtbildes bedeutsam war.
„Doch wieso wurde die Erneuerung und Revitalisierung der historischen Stadtbereiche in den neuen Bundesländern ein anerkanntes Erfolgsmodell? Zunächst verdeutlichen die in fast allen Städten […] Dokumentationen mit einem direkten Bildvergleich von Aufnahmen vom Zustand der Innenstädte um 1990 und heute sehr anschaulich die positiven Veränderungen: die Fotos aus der Wendezeit zeigen vor allem vom baulichen Verfall und Sanierungsstau gekennzeichnete Stadtensembles, die in ihrem physischen Bestand arg gefährdet erscheinen. In diesem „DDR-Biotop“ hatte zugleich ein unvergleichlicher baulicher Schatz an historischer Originalsubstanz überlebt, der in den alten Ländern längst dem Wiederaufbau in den Wirtschaftswunderjahren oder der Kahlschlagsanierung geopfert worden war.“
So verfügen heute wieder viele große und kleine ostdeutsche Städte über ein nahezu intaktes Stadtbild, als Gesamtkunstwerk durch alle historischen Epochen hindurch, vom mittelalterlichen Stadtkern, ggf. dem Schloss oder der Burg, über die Gründerzeitviertel, bis hin zu Villen am Stadtrand. Wie beispielsweise in Schwerin, Pirna, Naumburg, Rudolstadt, Quedlinburg, Greiz oder
Meiningen.
Zudem sind die Stadtränder allgemein weniger verbaut, als im Westen. So grenzen im Osten oftmals historische Strukturen direkt an Natur oder Seen oder historische Landschaftsparks, mit einer Verschmelzung bzw. einem harmonischen Übergang vom Stadtbild zum Landschaftsbild (z. B. Potsdam, Schwerin, Eisenach, Blankenburg, Putbus).

Naumburg: Beispiel eines komplett erhaltenen ostdeutschen Stadtbilds einschließlich Infrastruktur
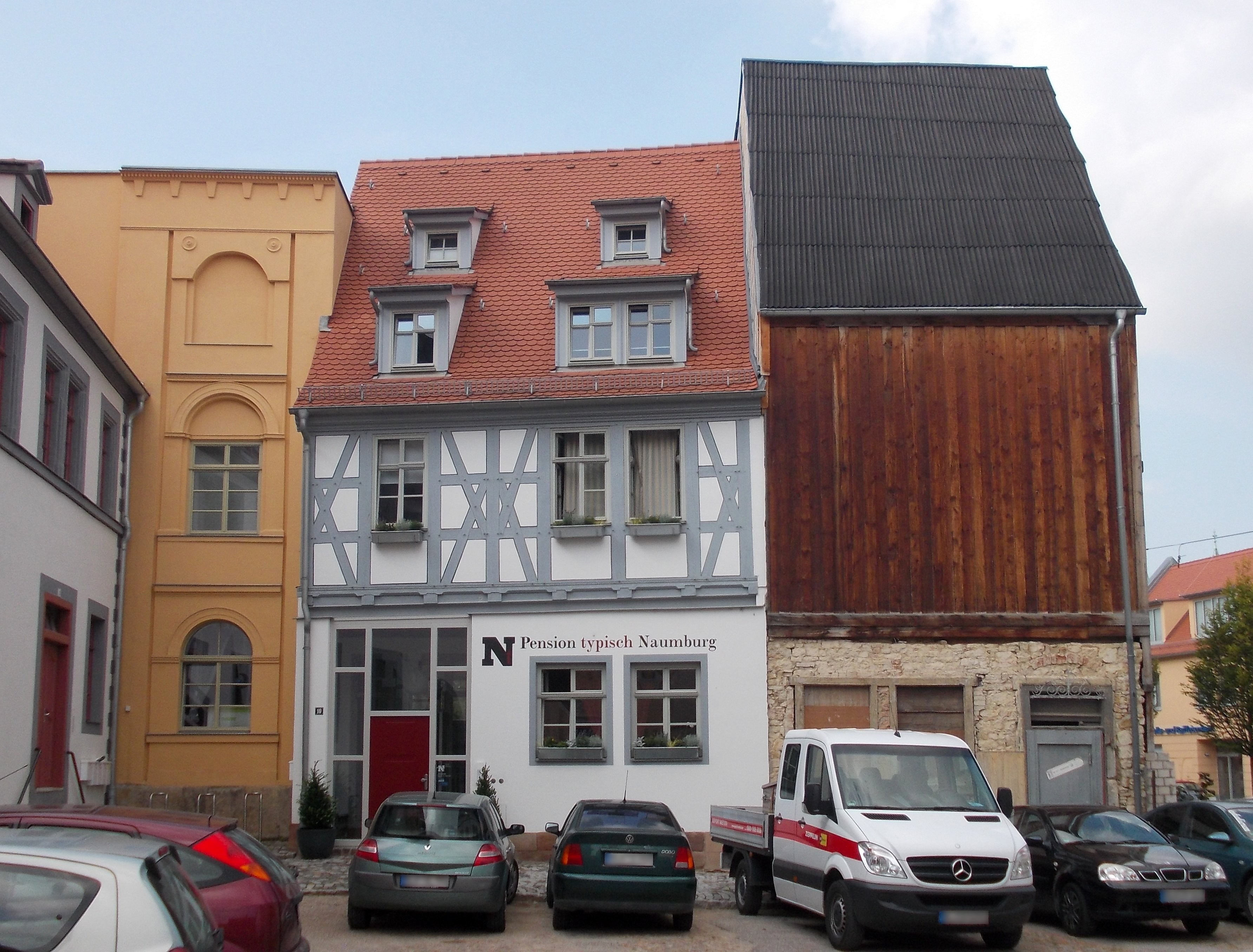
Reußenplatz
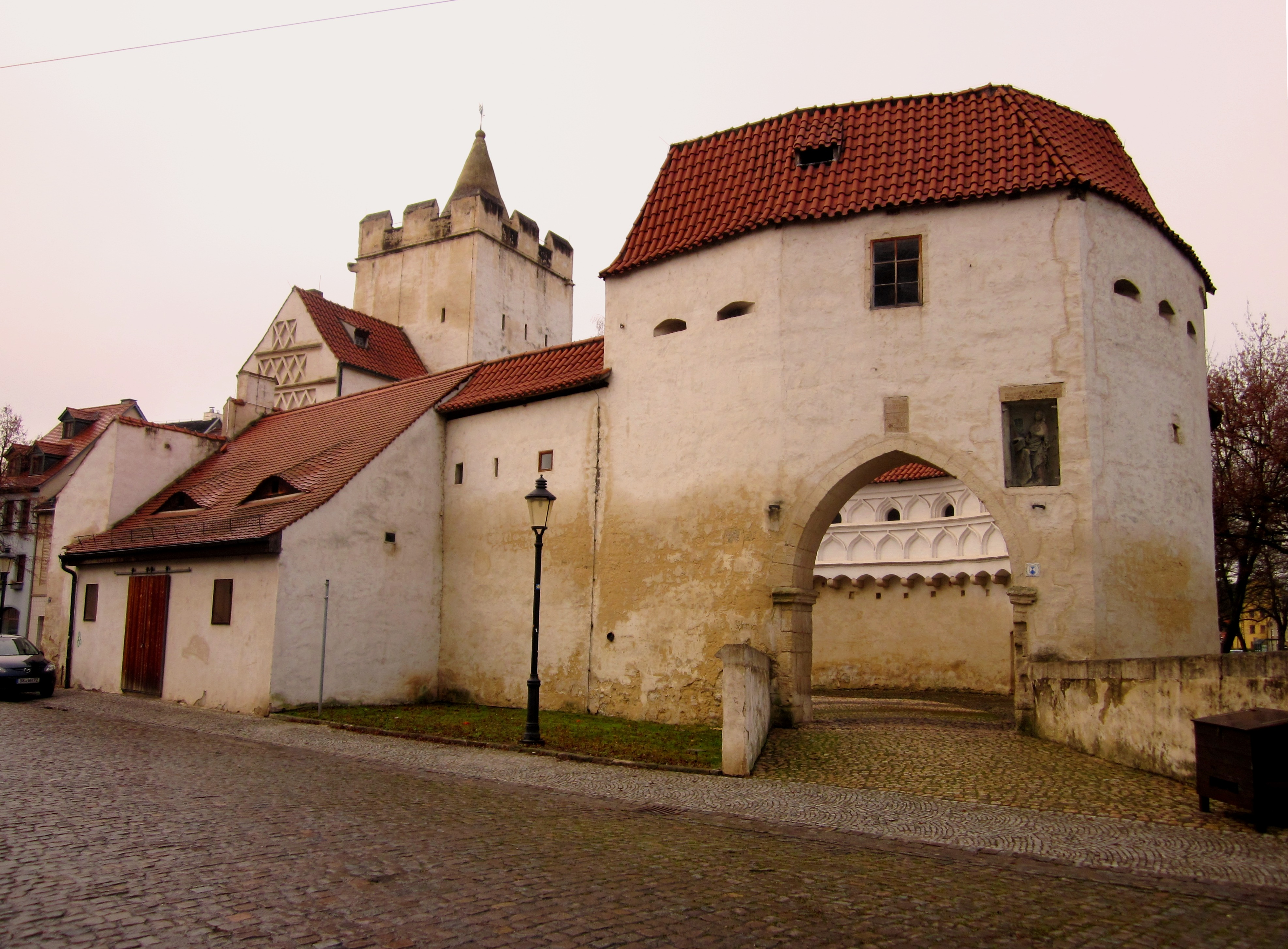
Marientor
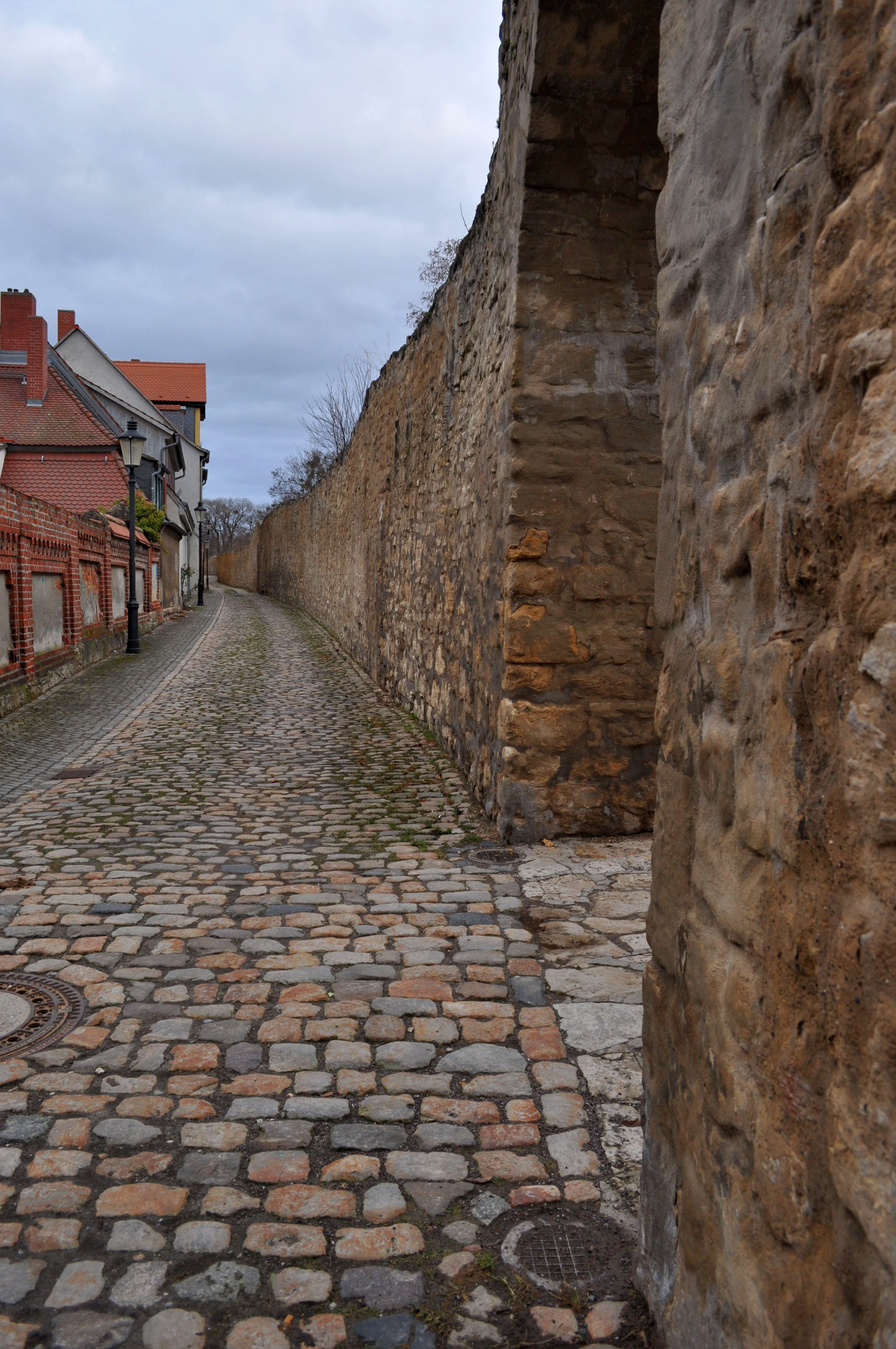
Wenzels-mauer
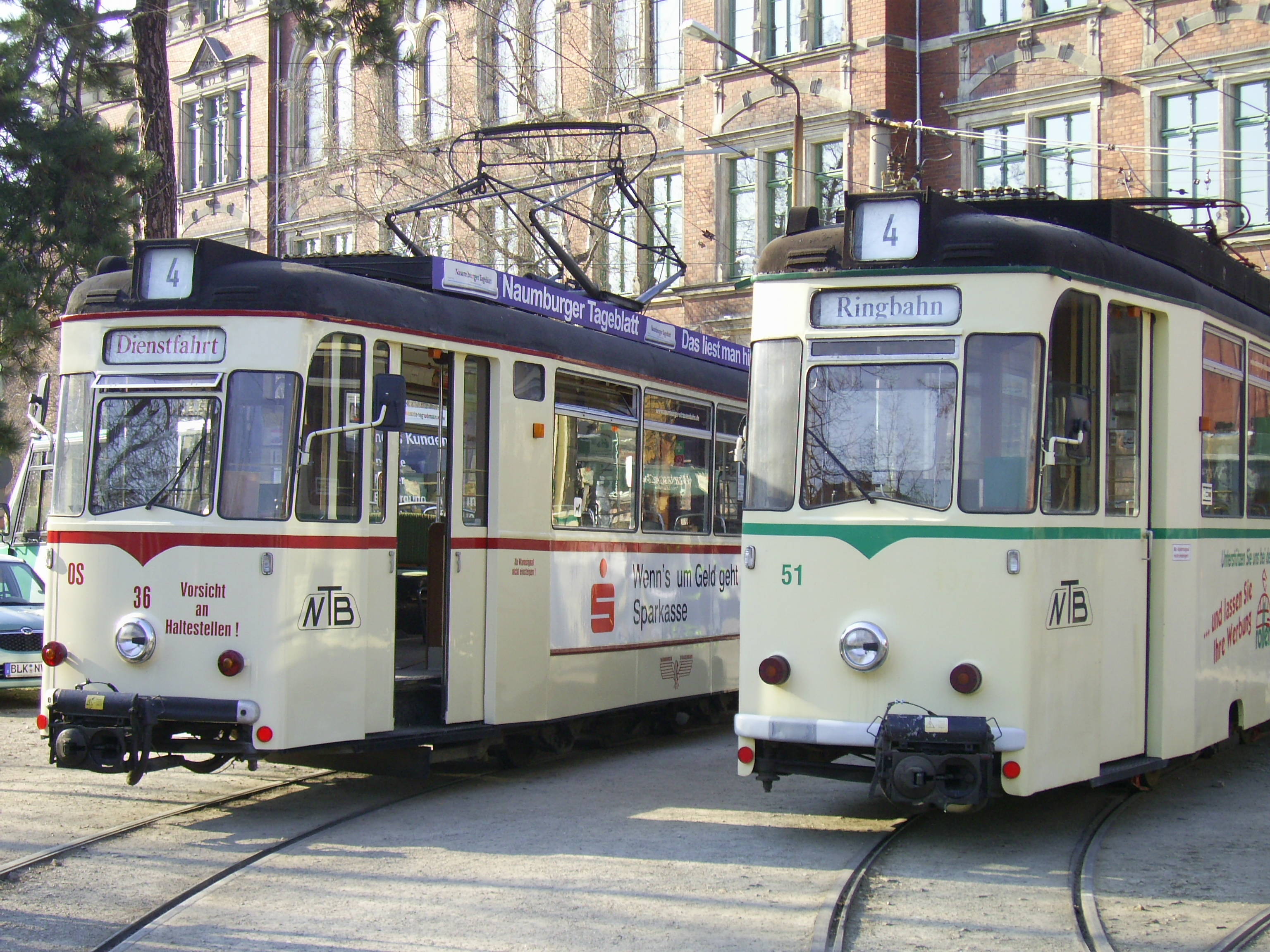
Ringstraßenbahn am Depot
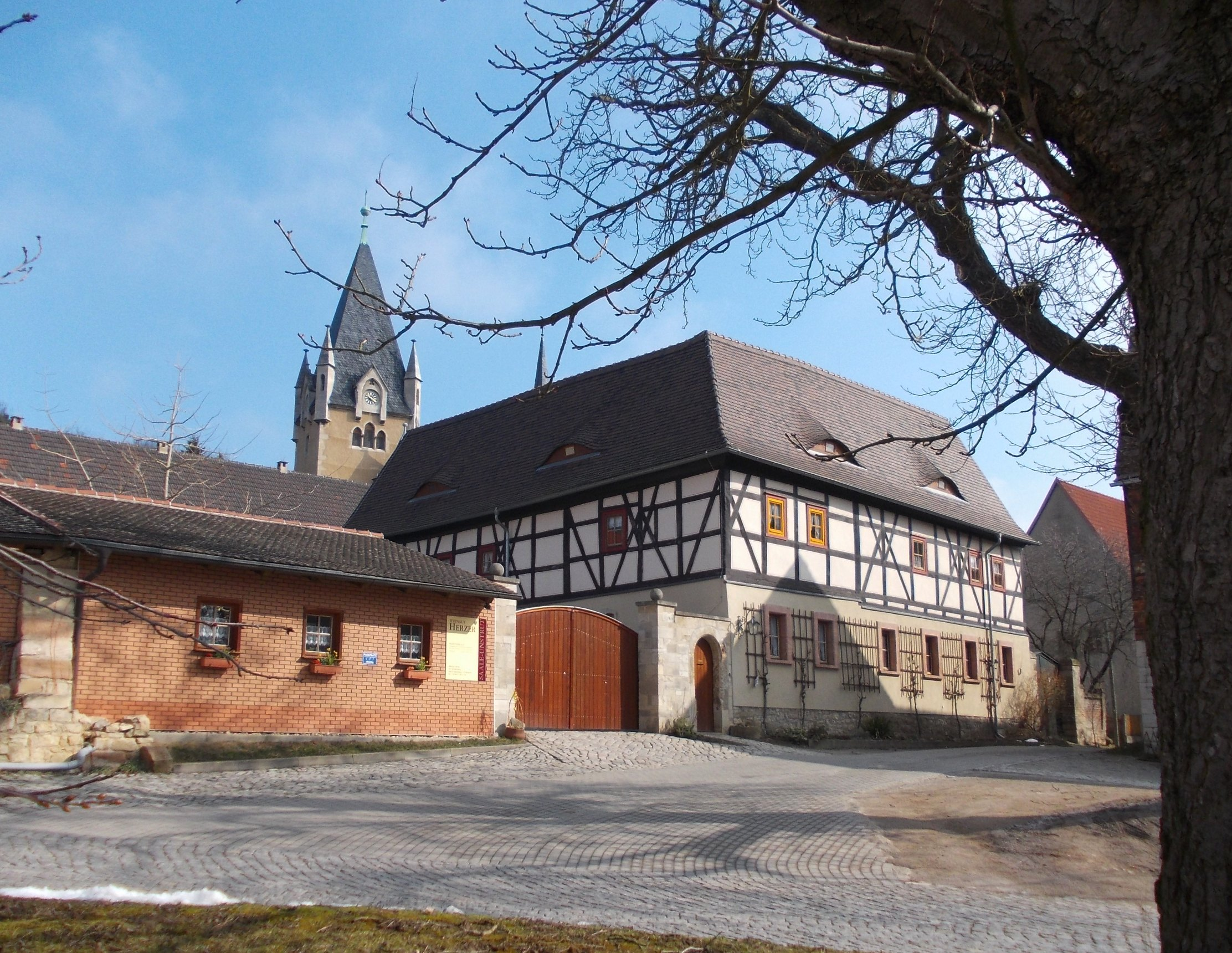
Weingut Herzer

### Österreich

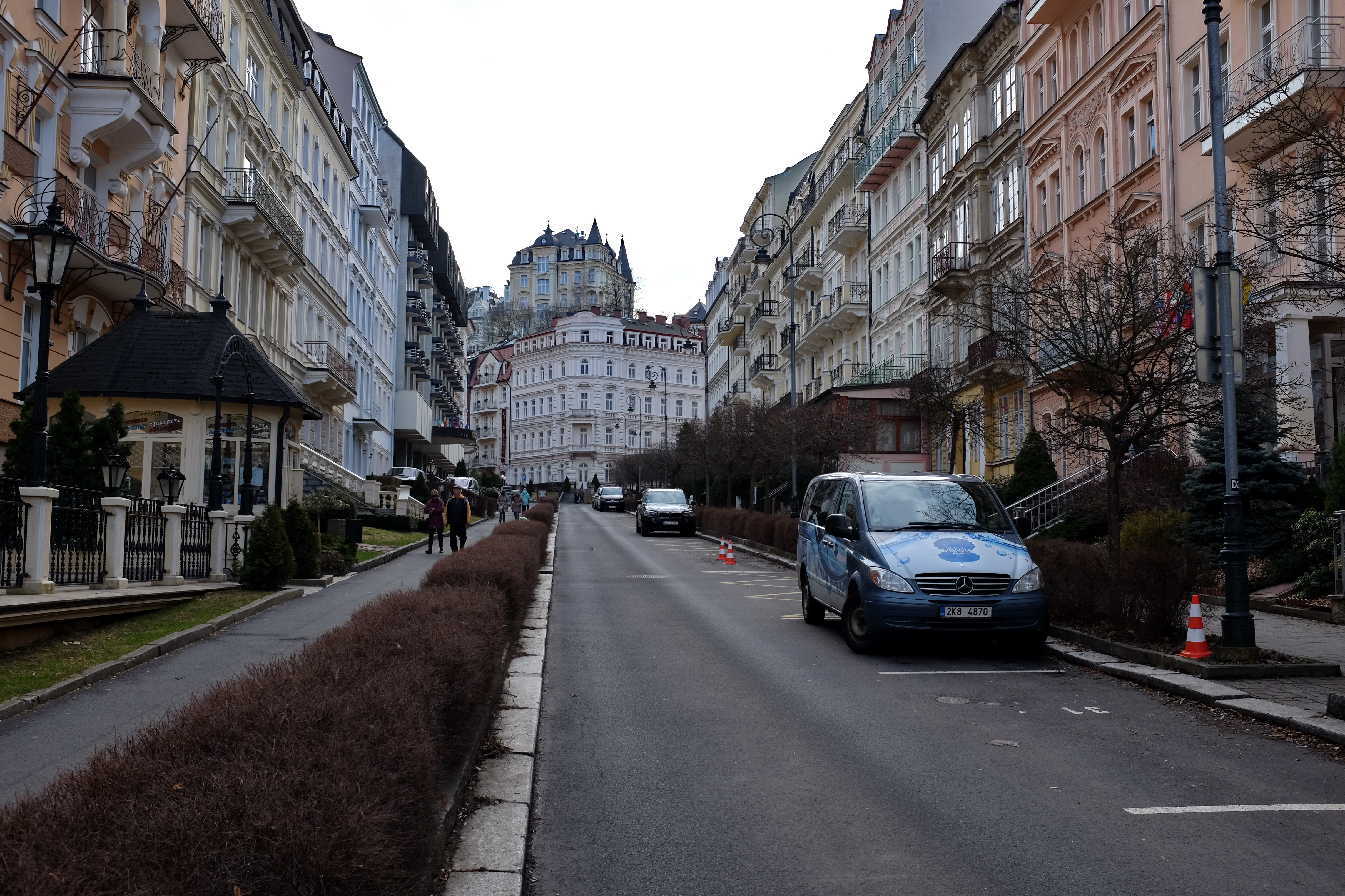
Donaumonarchie wieder im einstigen Glanz: Stadtbild von Karlsbad

Das nördliche Mühl- und Waldviertel, nahe am Eisernen Vorhang gelegen, stand naturgemäß in den Nachkriegsjahrzehnten im Schatten der wirtschaftlichen Entwicklung. Auch hier kam es bei den Stadtbildern zu einer ähnlichen Entwicklung wie in Ostdeutschland, beispielsweise in Freistadt oder Weitra.

### Osteuropa
In den Ländern des einstigen Ostblocks gab es ebenfalls eine ähnliche Entwicklung wie in Ostdeutschland, auf Grund geringerer Mittel jedoch in abgeschwächter Form. Insbesondere in den Staaten der einstigen Donaumonarchie erkannte man vielerorts das reiche, historische Erbe und den Wert für den Tourismus, wie beispielsweise in Karlsbad oder im kroatischen Seebad Opatija, dem einstigen St. Jakobi.

## Weitere Länder

### Schweiz

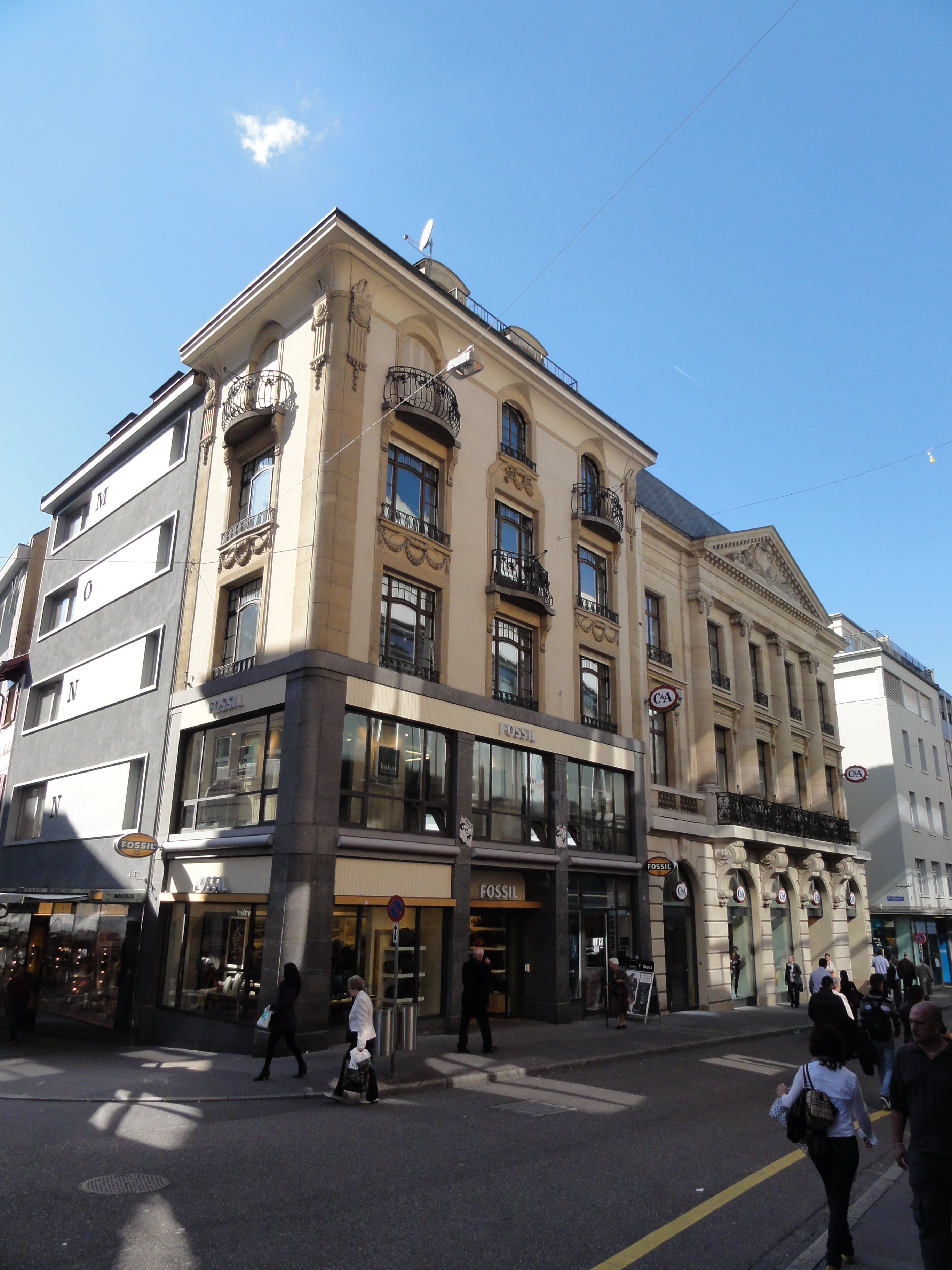
Typisches Schweizer Stadtbild: Historie neben Moderne in Basel

In der Schweiz zeichneten sich seit der Nachkriegszeit, deutlicher als vielerorts anders im Westen, auch begünstigt durch die Unversehrtheit der Stadtbilder im Krieg, drei Entwicklungen ab. Geschlossene, historische Stadtbilder wurden komplett erhalten, ohne die üblichen Eingriffe der Nachkriegsjahrzehnte andernorts, wie beispielsweise die Zähringer-Städte Bern oder Freiburg im Üechtland.
In anderen Städten entstand eine Koexistenz zwischen Modern und alt, ohne Verwischung oder Anpassung, wie in Basel. Wiederum in anderen, selbst kleinen Städten, wurden moderne Stadtzentren in großstädtischer Art auf engen Raum, u. a. mit Hochhäusern errichtet, wie in Biel, Olten, Siders oder La Chaux-de-Fonds.

### Nordeuropa
In Folge der Anpassung ans Klima sind die Gebäudehöhen in Nordeuropa meist deutlich niedriger. Zudem ist im nordwestlichen Europa, wegen milderer Winter, häufig Sichtmauerwerk mit Klinkern stadtbildprägend.

### Süd- und Westeuropa

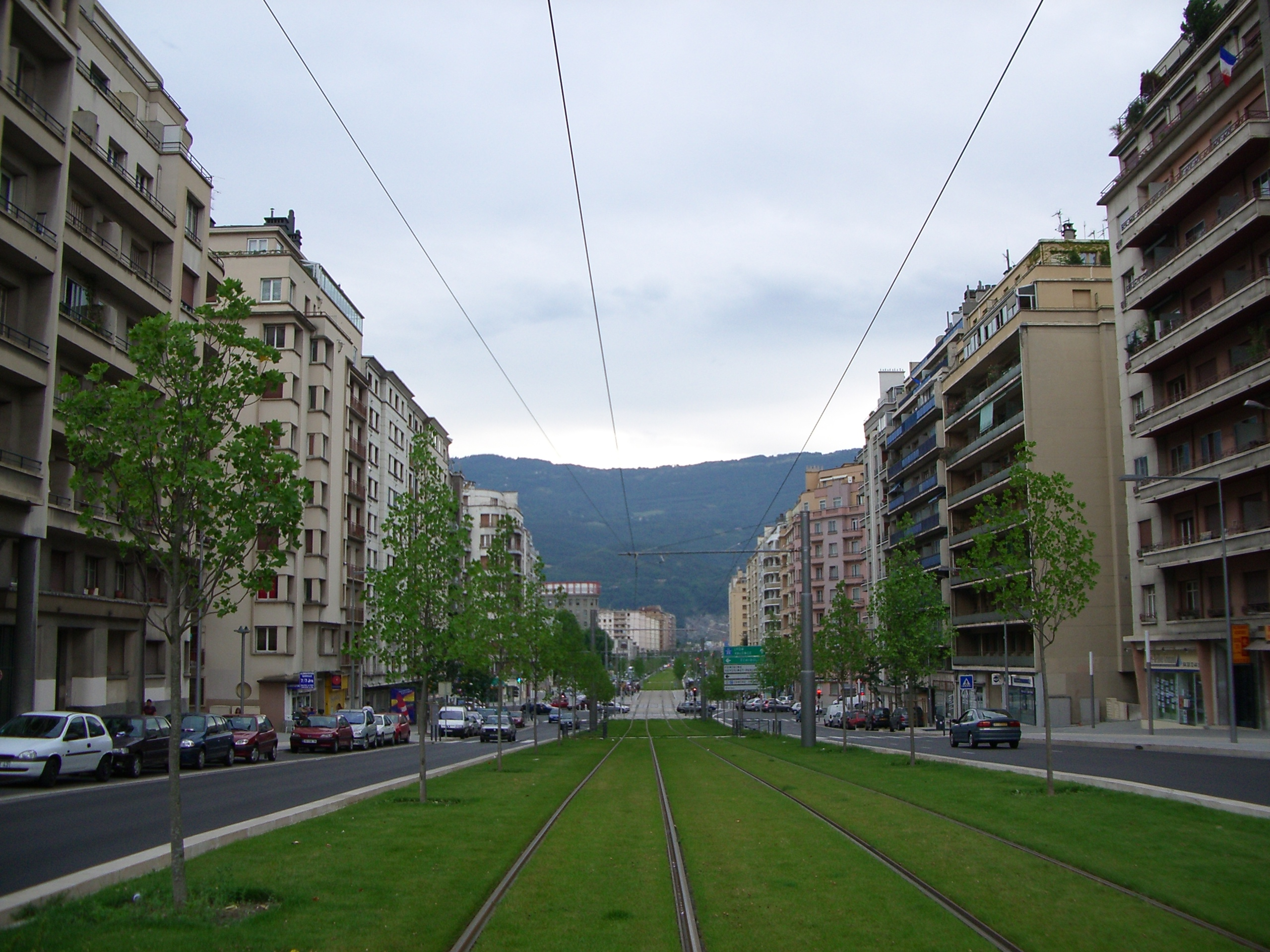
Cours Jean Jaurès in Grenoble

In Südeuropa herrschen allgemein weit höhere, schattenspendende Gebäude vor, zum Teil in Verbindung mit engen Gassen, wie beispielsweise im italienischen Lucca.
Auch kleinere Städte verfügen hier oftmals über Boulevards mit sehr hoher, geschlossener Bebauung, wie beispielsweise das norditalienische Cuneo. In Grenoble übertrifft ein Boulevard sogar Pariser Maßstäbe, der Cours Jean Jaurès.
In La Défense vor Paris knüpft das moderne Stadtbild mit der Grande Arche an das alte an, mit dem Arc de Triomphe.

### Einfluss des Römischen Reichs

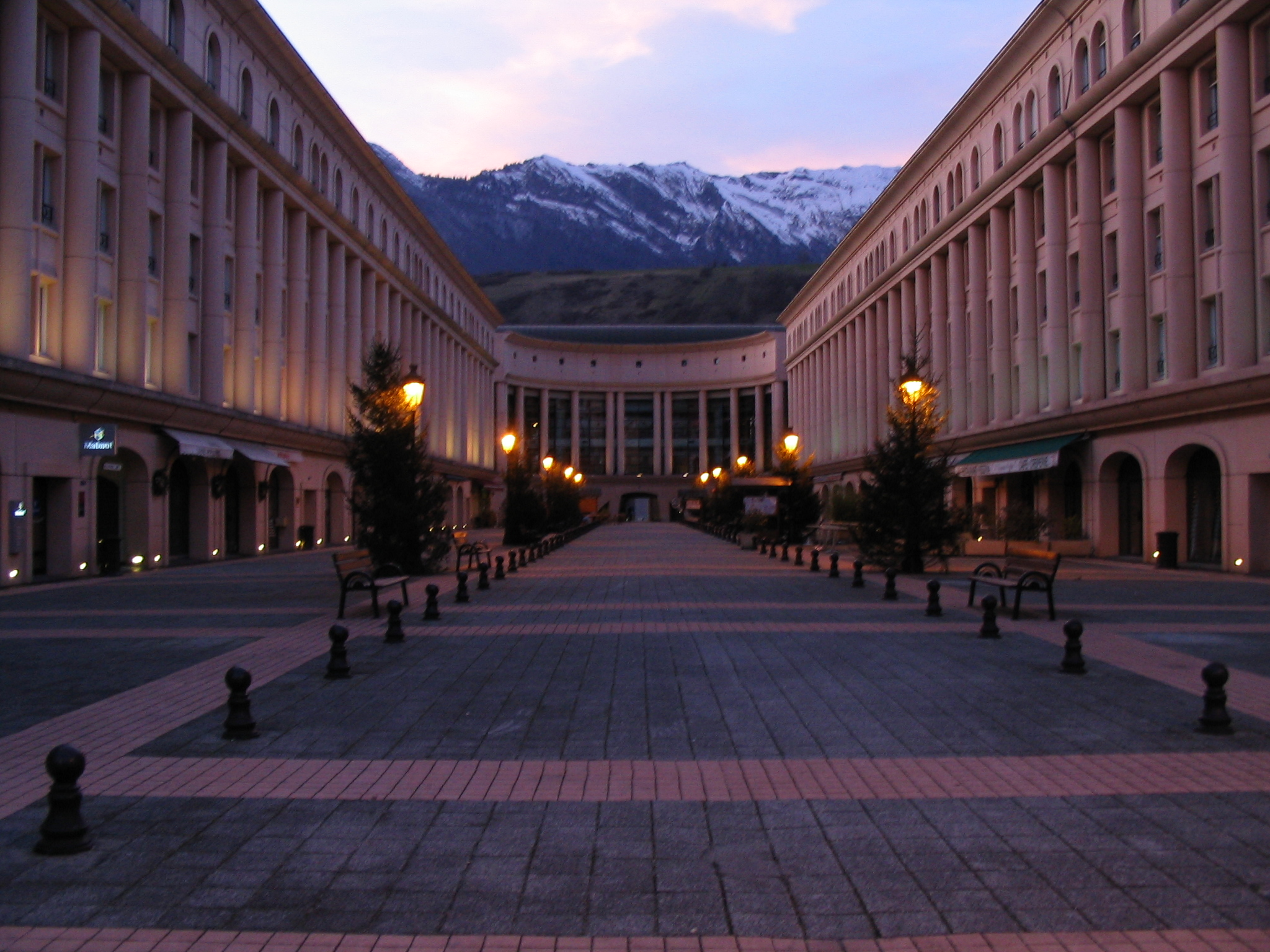
Place de l'Europe (Postmoderne) in der französischen Kleinstadt Albertville

Südeuropa wird vom städtebauliche Erbe des Römischen Reichs geprägt.
„Das Römische Reich hat unsere Kultur bis heute nachhaltig geprägt, u. a. durch die römische Sprache, das römische Recht, aber auch den römischen Städtebau.“
Selbst in moderne Nachkriegsstadtplanungen wurden alte, schnurgeraden Römerstraßen auf urbane Weise integriert. Im Gegensatz zu Deutschland, wo dieses kulturelle Erbe vernachlässigt wurde, wie beim Linienweg vom Main zum Taunus, durch Frankfurt-Höchst und Bad Soden.
In Turin wurde in der Barockzeit eine Planstadt angelegt, mit Boulevards und Plätzen, die Vorbild für andere Städte wurde, u. a. Nizza.
Auch moderne Großwohnsiedlungen wurden, im Gegensatz zu Projekten in Deutschland, häufiger in repräsentativer Art angelegt. Mit großen Boulevards, die das Viertel erschließen und oft gleichzeitig als Hauptzufahrt zur Innenstadt dienen, beispielsweise mit zwei symmetrisch angeordneten Wohnhochhäusern als „Einfahrtstor“, wie am Croix d'Argent in Montpellier.

## Alte und Neue Welt
In Spanien wurden im 19. Jahrhundert die herkömmlichen europäischen Maßstäbe gesprengt. Es entstanden Städte in riesigen Dimensionen und Strukturen, wie beispielsweise der Eixample in Barcelona.
Sie sind auch in den durch Spanien eroberten Gebieten in Südamerika zu finden. Wie beispielsweise in Buenos Aires, wo schließlich die 1888 geplante und erst in den 1930er Jahren begonnene Avenida 9 de Julio alle bisherigen Maßstäbe sprengt.